# Roy Z
Roy "Roy Z" Ramirez är en gitarrist, kompositör och producent som är mest känd för sitt arbete med Bruce Dickinson och Rob Halford. Han är grundare av bandet Tribe of Gypsies som blandar hårdrock med latinamerikanska influenser.

## Biografi
Roy Ramirez föddes i Los Angeles i Kalifornien, USA. Han kallade sig Roy Zerimar under 1980-talet, men kallades oftast Roy Z som han sedermera antog som artistnamn. 

## Musik
Roy började spela gitarr och musik vid ung ålder, influerad av personer som Uli Roth, Frank Marino, Carlos Santana, Michael Schenker, Jeff Beck och Robin Trower. Under 80-talet var Roy Z medlem i olika amerikanska rockband i Kalifornien, exempelvis Driver, Warrior, Gypsy Moreno, Royal Flush och Mike Vescera. 
1991 formade Roy Z det egna bandet Tribe of Gypsies, som albumdebuterade 1996.
Under 1994 använde sig Bruce Dickinson (som då slutat i Iron Maiden) av Tribe of Gypsies-medlemmarna Roy Z, Dave Ingraham och Eddie Casillas för inspelningen av soloalbumet  Balls to Picasso och den efterföljande konsertturnén. Några år senare ringde Roy Z till Dickinson för att erbjuda honom ny musik och spelade upp introt till det som skulle bli låten "Accident of Birth". Dickinson valde då att göra ett nytt soloalbum med Roy Z som producent, gitarrist och låtskrivarpartner, vilket resulterade i Accident of Birth (1997). De följde upp samarbetet med The Chemical Wedding (1998). Roy Z var även gitarrist i Dickinsons liveband under dessa två år.
Roy Z blev ett känt musikernamn i hårdrocksbranschen efter samarbetet med Bruce Dickinson, och fick år 2000 producera Rob Halfords soloalbum Resurrection. Han kom även att producera album åt Helloween och Rob Rock. När Rob Halford återförenades med Judas Priest blev Roy Z producent för deras album Angel of Retribution (2005). 
Roy Z har fortsatt som huvudsaklig samarbetspartner åt Bruce Dickinson på dennes soloalbum Tyranny of Souls (2005) och The Mandrake Project (2024). 

## Diskografi

### MedBruce Dickinson
- 1994 Balls to Picasso
- 1997 Accident of Birth
- 1998 The Chemical Wedding
- 1999 Scream for Me Brazil
- 2002 The Best of Bruce Dickinson
- 2005 Tyranny of Souls
- 2006 Anthology (DVD)
- 2024 The Mandrake Project

### Med Tribe of Gypsies
- 1996 Tribe of Gypsies
- 1997 Nothing Lasts Forever (mini-album)
- 1998 Revolucion 13
- 2000 Standing on the Shoulders of Giants
- 2006 Dweller on the Threshold

### MedRob Rock
- 2000 Rage of Creation
- 2003 Eyes of Eternity
- 2005 Holy Hell

## Album producerade av Roy Z
- 1994 downset. - Downset
- 1995 Klover - Beginning To End (EP)
- 1995 Klover - Feel Lucky Punk
- 1996 Life After Death - Life After Death
- 1996 Tribe of Gypsies - Tribe Of Gypsies
- 1997 Bruce Dickinson - Accident Of Birth
- 1997 Downset - Do We Speak A Dead Language ?
- 1997 Last Temptation - Last Temptation Sonic
- 1997 Roadsaw - Nationwide
- 1997 Tribe of Gypsies - Nothing Lasts Forever
- 1998 Bruce Dickinson - The Chemical Wedding
- 1998 Tribe of Gypsies - Revolucion 13
- 1999 Bruce Dickinson - Scream For Me Brazil
- 2000 Downset - Check Your People
- 2000 Halford - Resurrection
- 2000 Helloween - The Dark Ride
- 2000 Rob Rock - Rage of Creation
- 2000 Tribe of Gypsies - Standing on the Shoulders of Giants
- 2001 Halford - Live Insurrection
- 2002 Halford - Crucible
- 2002 Bruce Dickinson - The Best Of
- 2003 Rob Rock - Eyes of Eternity
- 2005 Judas Priest - Angel of Retribution
- 2005 Bruce Dickinson - Tyranny of Souls
- 2005 Rob Rock - Holy Hell
- 2006 Sebastian Bach - Angel Down
- 2009 Halford - Halford 3 - Winter Songs
- 2009 Wolf_(musikgrupp) - Ravenous
- 2024 Bruce Dickinson - The Mandrake Project